# 沈力平

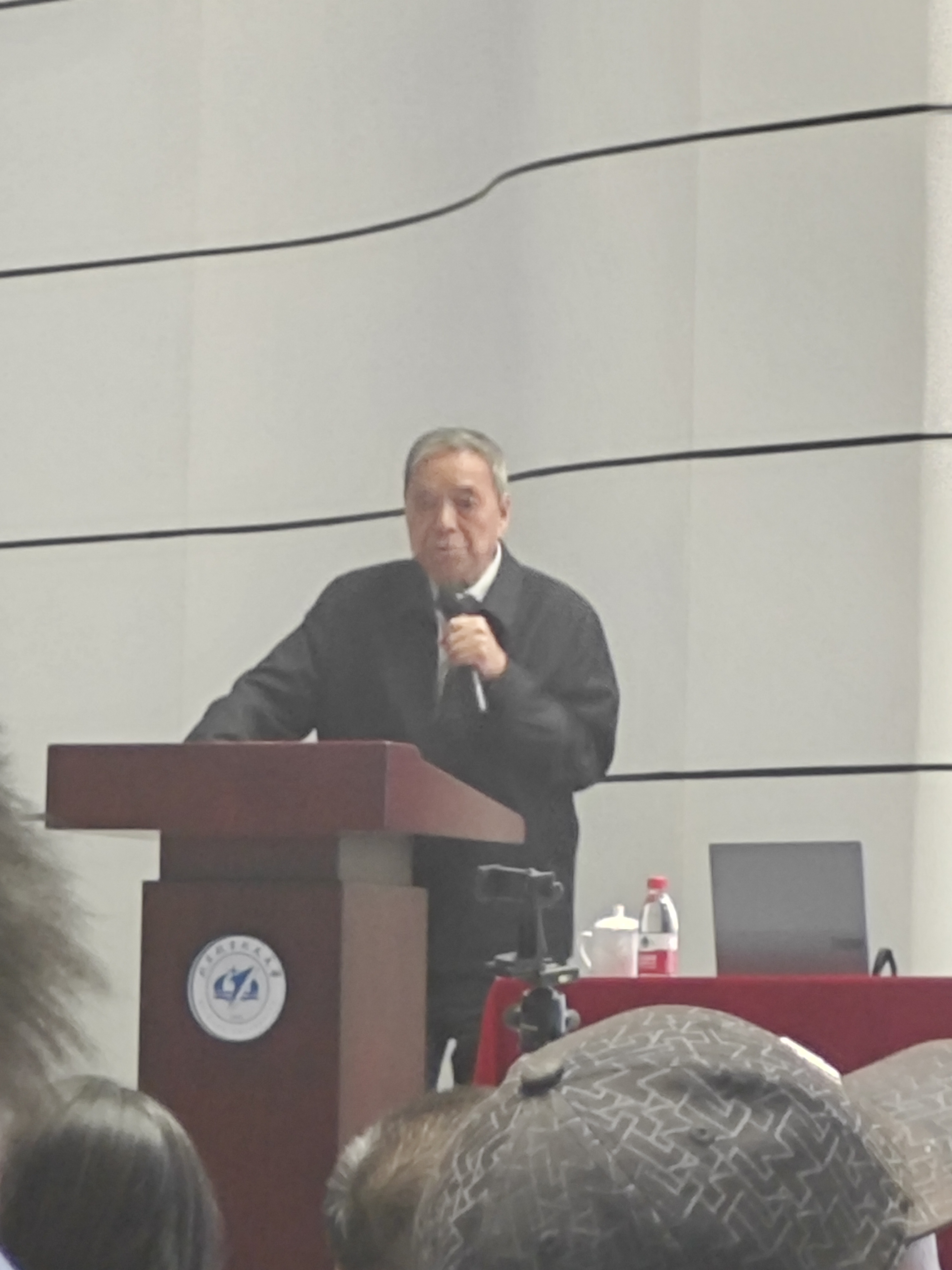
沈力平在北京航空航天大学讲授课程

沈力平（？—），男，中国航天科学家，中国载人航天工程副总设计师，航天员系统总指挥，中国人民解放军少将，国际宇航科学院院士。